# Prankenkreuz

Prankenkreuz

Das Prankenkreuz, auch als Christusordenkreuz bezeichnet, ist ein Griechisches Kreuz (also ein Kreuz mit gleich langen Armen) mit vom Kreuzungspunkt ausgehend zunächst gleich breit bleibenden und sich erst an ihrem Ende schräg nach außen verbreiternden Armen. Es ähnelt dem Tatzenkreuz, dessen Arme sich auf ihrer ganzen Länge oder dem Großteil ihrer Länge konkav (gelegentlich auch schräg) nach außen verbreitern. Die entsprechende Variante des Lateinischen Kreuzes (mit längerem unteren Arm) mit sich erst an ihrem Ende nach außen verbreitenden Armen ist das Johanneskreuz.
In der Heraldik findet es sich als gemeine Figur in Wappen.
Eine spezielle Form des Prankenkreuzes mit flach trapezförmigen Armenden und einem aufgelegten Balkenkreuz war das Emblem des portugiesischen Christusordens. Die heutige Form des Emblems sowohl des portugiesischen als auch des päpstlichen Christusordens hat analog zum Lateinischen Kreuz einen längeren unteren Arm, ist also ein Johanneskreuz mit aufgelegtem Lateinischen Kreuz.

## Beispiele

Kreuz des Christusordens
Kokarde der Portugiesischen Luftwaffe
Flagge von Guernsey
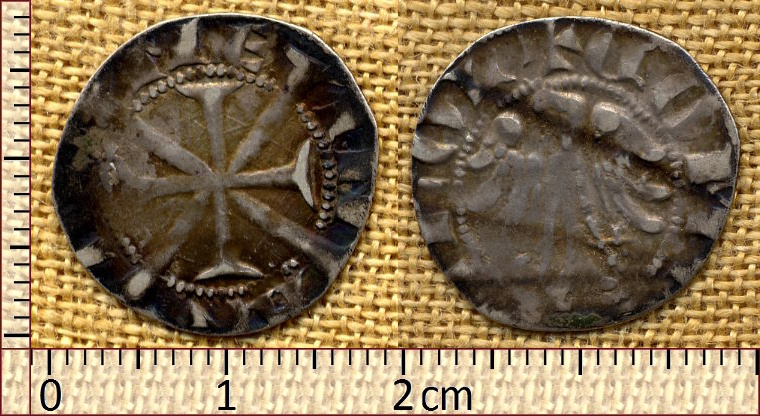
Doppeltes, gerades und schräges Prankenkreuz: Tiroler Groschen ca. 1280
Wappen des Bistums Karlstad (Schweden)
Wappen von Andermatt UR (Schweiz)